# Raul Seixas (álbum)
Raul Seixas, também conhecido como Carimbador Maluco, foi o décimo primeiro álbum de estúdio do cantor e compositor brasileiro Raul Seixas, lançado em 26 de abril de 1983 pela gravadora Eldorado, com gravações realizadas em janeiro e fevereiro de 1983 no Estúdio Eldorado e distribuição pela EMI-Odeon. O disco representou a volta do cantor baiano – por uma pequena gravadora paulista – após ser dispensado pela Discos CBS em meados de 1981 e passar a ter dificuldades para manter a carreira musical.
O álbum foi bem recebido pela crítica especializada e teve vendagem acima de 100 mil cópias no ano de seu lançamento, rendendo um disco de ouro ao artista. Possibilitou, também, uma ressurgência de curta duração para Raul e, no ano seguinte, um novo contrato com uma grande gravadora. O disco ficou conhecido, especialmente, pela música "Carimbador Maluco", abrindo um novo público infantil ao trabalho do músico baiano.

## Antecedentes
Logo após o lançamento de Abre-te Sésamo, em 1980, a gravadora de Raul – Discos CBS – passaria por uma mudança em sua diretoria, o que ocasionou em uma piora nas relações com o músico. Assim, o novo disco seria muito mal divulgado e pessimamente distribuído, o que incomodou o cantor baiano. A gota d'água veio em meados do ano seguinte, com a proposta da diretoria para que Raul gravasse um disco em homenagem ao casamento do príncipe Charles com a princesa Diana: o cantor pediu demissão.
Com isso, Raul enfrentou grandes problemas para a continuidade de sua carreira, como a dificuldade para marcar shows. Esses problemas levavam o cantor a abusar do álcool e das drogas, levando a um círculo vicioso de abusos e dificuldades para trabalhar. Assim, apesar de conseguir alguns públicos significativos – como as 180 mil pessoas no Festival de Verão de Santos, na praia do Gonzaga, em fevereiro de 1982 – em bons shows, às vezes o cantor passava por situações difíceis. Um episódio que ilustra bem esse período é o show na cidade de Caieiras, em 15 de maio de 1982. Raul se dirigiu à cidade acompanhado de seu empresário e sete músicos, para encerrar uma Feira de Folclore local. Entretanto, chegando lá, o responsável pela programação impediu o início do show alegando que havia poucas pessoas no local – cerca de 300 – e que os músicos deveriam aguardar a chegada de mais gente. Com isso, o show só iniciou-se após a meia-noite. Apesar de uma duração programada de 50 minutos, a apresentação durou apenas meia hora devido à animosidade do público. Após o fim do show, policiais entraram no camarim e levaram o cantor sob a acusação de ser um impostor. Raul sofreu maus tratos e ficou detido na delegacia até às 5 horas do domingo, quando seu empresário conseguiu providenciar os seus documentos. As versões conflitantes sobre o fato não permitem saber – até hoje – se o cantor estava drogado ou alcoolizado.
Neste período, Raul tentou vender para diversas gravadoras o projeto de um disco chamado Nuit – uma opereta-rock que versaria sobre a deusa da noite na religião Thelema, composto em parceria com sua companheira na época, Kika Seixas –, sem sucesso. Apenas em janeiro de 1983 Raul recebeu um telefonema de João Lara Mesquita – diretor de uma pequena gravadora pertencente ao mesmo grupo que controlava o jornal O Estado de S. Paulo – convidando-o para gravar um disco pela sua gravadora. Como Raul já havia sido recusado por todas as grandes gravadoras multinacionais que atuavam no Brasil – tendo até ouvido de um executivo que ele estava "vacinado contra Raul Seixas" –, a proposta foi aceita na hora.

## Gravação e produção
As canções do disco foram compostas durante o período de 2 anos em que Raul esteve sem gravadora, diversas delas fazendo parte do projeto inacabado de um disco independente, Nuit. Com o contato da Eldorado, Raul separou diversas canções que tinha composto – algumas parte do projeto não terminado e outras com temática distinta – e entrou nos estúdios da gravadora, em São Paulo, já em janeiro, para gravar o disco, com produção de seu pianista e maestro, Miguel Cidras. Em fevereiro, o trabalho em estúdio foi finalizado, juntou-se um cover de Arthur Crudup gravado ao vivo em 26 de fevereiro de 1983, em show na Sociedade Esportiva Palmeiras, e o disco passou os meses seguintes em pós-produção. Próximo da data de lançamento, Raul foi convidado por Augusto César Vannucci, diretor da Rede Globo, para interpretar um personagem no especial infantil Plunct, Plact, Zuuum. O cantor compôs uma canção inspirado por sua filha com Kika, Vivian, que tinha dois anos. Ao ficar sabendo da participação de Raul no especial, que seria exibido em 3 de junho de 1983, a Eldorado quis incluir aquela música no disco. Como a primeira tiragem já estava pronta, foi feito um compacto às pressas para ser distribuído – em forma de encarte – juntamente com o disco. Nas tiragens seguintes, bem como no relançamento em CD, a canção já figuraria como a sétima faixa no disco.

## Resenha musical
O álbum começa com "D.D.I. (Discagem Direta Interestelar)", um "puro Raul Seixas de boa safra" em que Deus reclama com os homens pelas besteiras que estão fazendo e estariam comprometendo a Sua "reputação". "Não Fosse o Cabral" é uma versão para "Slippin' and Slidin'" de Little Richard que quase foi censurada. Wanderléa divide os vocais com Raul na faixa "Quero Mais", uma mistura de reggae, baião e xaxado. "Segredo da Luz" - remanescente de Nuit - foi considerada a balada mais bonita do disco, na qual homens e mulheres brilham como estrelas. "Eu Sou Eu, Nicuri É o Diabo" é uma canção defendida pelos Os Lobos no VII Festival Internacional da Canção e que "conserva uma deliciosa ingenuidade em suas brincadeiras com sílabas". "Capim Guiné" é uma moda sertaneja composta por Raul em parceria com Wilson Aragão. "Babilina" é uma versão de "Bop-A-Lena", de Ronnie Self, com letra "pornô-kitsch". A última canção é um belo tributo a Arthur "Big Boy" Crudup gravada ao vivo em um show no ginásio da Sociedade Esportiva Palmeiras em 26 de fevereiro de 1983, que Raul canta com a "energia de um adolescente".

## Recepção

### Lançamento
O álbum foi lançado em 26 de abril de 1983 pela gravadora Eldorado (distribuído nacionalmente pela EMI-Odeon) e, bem divulgado e distribuído, vendeu mais de 100 mil cópias, rendendo o segundo disco de ouro da carreira de Raul. O disco teve três canções inicialmente vetadas pela censura ("Quero Mais", "Babilina" e "Não Fosse o Cabral" ), mas, após explicações, elas acabaram sendo liberadas. A divulgação acabou se beneficiando do lançamento do musical infantil da Globo que trazia "Carimbador Maluco" como uma das principais faixas e a participação de Raul cantando a música caracterizado como o personagem título. Em dezembro, Raul apresentou-se, inclusive, no especial de Natal da emissora, no estádio do Maracanã, em companhia da Turma do Balão Mágico e dos Trapalhões, cantando esta canção. Além disso, a canção Coração Noturno fez parte da trilha sonora da novela Louco Amor.

### Fortuna crítica
| Críticas profissionais      | Críticas profissionais |
| Avaliações da crítica       | Avaliações da crítica  |
| Fonte                       | Avaliação              |
| --------------------------- | ---------------------- |
| Folha de S.Paulo (1983)     | Favorável              |
| O Globo (1983)              | Favorável              |
| O Estado de S. Paulo (1983) | Favorável              |
| Revista Música (1983)       | Favorável              |

O álbum foi bem recebido pela crítica na época de seu lançamento, especialmente por significar a volta de Raul Seixas após quase três anos sem lançamentos discográficos e poucos shows realizados no período. As apresentações de Raul vinham recebendo bons públicos e seu "marketing pessoal" - de uma nova fase mais família, longe do álcool e das drogas, com Kika Seixas e sua filha pequena sempre presentes nas entrevistas concedidas - parecia surtir efeito em gerar mídia positiva. Tanto que o cantor chegou a participar de um musical infantil da Rede Globo. Essa mudança na carreira foi bem sucedida, inicialmente, com a mudança de cidade (Rio de Janeiro para São Paulo) e uma nova postura: não mais a imagem de profeta, mas uma tentativa progressiva de apresentar-se como um roqueiro clássico e, ao mesmo tempo, como uma espécie de antagonista em relação aos artistas que começavam a ficar famosos pelo "novo rock" que se fazia no Brasil. Assim, Raul respaldava-se cada vez mais no nome "Raul Seixas" e na postura de representante do "verdadeiro rock", do qual os novos grupos seriam mero "pastiche".
Mauro de Almeida, em sua crítica na Folha de S.Paulo por ocasião do lançamento do disco, compara a trajetória do cantor a um filme "desses a la Edward G. Robinson", em um "ritmo de fita mexicana com produção sino-soviética", elogiando sua ironia e seu sarcasmo e comparando-o, de modo favorável, tanto em relação a Chico Buarque - em maior quantidade de canções alvo de censura governamental - como às novas bandas: BLITZ, Rádio Táxi e Roupa Nova. Ana Maria Bahiana, escrevendo para O Globo, qualifica o álbum como "sereno, com relativamente poucos rocks". A jornalista também enfatiza a oposição entre Raul e os "novos roqueiros", como Eduardo Dussek. O Estado de S. Paulo, em crítica não assinada, define o disco como eclético e alegre, trazendo rock, blues, xaxado e baião. Ainda, elogia o humor e a ironia, "marcas registradas de Raul Seixas". André Mauro, na Revista Música, escreve que o disco "é gostoso com o velho e bom rock 'n' roll misturado a country, baladas, xaxado, xote; as raízes revisitadas com humor e as paixões reverenciadas com dignidade". O jornalista procura estabelecer a relação do disco com a carreira de Raul - fazendo menção à falta que "o profeta" faz neste álbum - e, também, com a situação da música brasileira, insistindo, assim, na oposição entre Raul e o "novo rock", escrevendo que "rendendo dez por cento do que pode, ele já afugenta Dussek para o canil e a BLITZ para a ponte que o partiu".

### Relançamentos
O disco foi relançado em CD, primeiramente, no ano de 2002, juntamente com todo o catálogo da gravadora Eldorado. Em 2014, ele foi novamente relançado em CD dentro da caixa 25 Anos sem o Maluco Beleza - Toca Raul, juntamente com Ao Vivo - Único e Exclusivo, Raul Vivo (relançamento do anterior), Se o Rádio não Toca..., dois registros ao vivo ainda inéditos, e um DVD com entrevistas.

## Legado
O disco representa o início da última fase da carreira de Raul, com a mudança pra São Paulo, as dificuldades para manter a carreira - a luta contra os seus demônios internos (álcool e drogas) e os problemas de saúde (especialmente, a pancreatite crônica causada pelo alcoolismo) - e a mudança na autoimagem. O cantor tentava se estabelecer como um representante do "verdadeiro rock", em oposição ao "BRock" que surgia naquela época. Ao mesmo tempo, buscava desvincular-se da imagem de "profeta" que tanto sucesso tinha trazido para ele na década anterior. Entretanto, a sua "fase família" não duraria muito: a volta do álcool e das drogas levaria Raul a se separar de sua mulher, Kika Seixas, e, eventualmente, a parar de apresentar-se ao vivo por um longo período. Hoje, o disco é visto como um dos últimos lampejos da carreira de Raul Seixas.

## Faixas

### Lançamento original (primeira prensagem)
| Lado A         |                                         |                                                                                    |         |  |
| N.º            | Título                                  | Compositor(es)                                                                     | Duração |  |
| 1.             | "D.D.I. (Discagem Direta Interestelar)" | Raul Seixas - Kika Seixas                                                          | 2:09    |  |
| 2.             | "Coisas do Coração"                     | Raul Seixas - Cláudio Roberto - Kika Seixas                                        | 3:02    |  |
| 3.             | "Coração Noturno"                       | Raul Seixas - Kika Seixas - Raul Varella Seixas                                    | 4:25    |  |
| 4.             | "Não Fosse o Cabral"                    | Little Richard - Edwin Bocage - Albert Collins - James Smith - Versão: Raul Seixas | 1:50    |  |
| 5.             | "Quero Mais"                            | Raul Seixas - Cláudio Roberto - Kika Seixas                                        | 3:06    |  |
| 6.             | "Lua Cheia"                             | Raul Seixas                                                                        | 3:25    |  |
| Duração total: | Duração total:                          | Duração total:                                                                     | 17:57   |  |

| Lado B         |                               |                                                |         |  |
| N.º            | Título                        | Compositor(es)                                 | Duração |  |
| 1.             | "Segredo da Luz"              | Raul Seixas - Kika Seixas                      | 3:34    |  |
| 2.             | "Aquela Coisa"                | Raul Seixas - Cláudio Roberto - Kika Seixas    | 2:47    |  |
| 3.             | "Eu Sou Eu, Nicuri É o Diabo" | Raul Seixas                                    | 2:12    |  |
| 4.             | "Capim Guiné"                 | Raul Seixas - Wilson Aragão                    | 3:24    |  |
| 5.             | "Babilina"                    | Mel Tillis - Webb Pierce - Versão: Raul Seixas | 1:41    |  |
| 6.             | "So Glad You're Mine"         | Arthur Crudup                                  | 4:50    |  |
| Duração total: | Duração total:                | Duração total:                                 | 18:28   |  |

| Compacto Carimbador Maluco |                     |                |         |  |
| N.º                        | Título              | Compositor(es) | Duração |  |
| 1.                         | "Carimbador Maluco" | Raul Seixas    | 2:20    |  |
| 2.                         | "Carimbador Maluco" | Raul Seixas    | 2:20    |  |

### Lançamentos posteriores
| Lado A         |                                         |                                                                                |         |  |
| N.º            | Título                                  | Compositor(es)                                                                 | Duração |  |
| 1.             | "D.D.I. (Discagem Direta Interestelar)" | Raul Seixas - Kika Seixas                                                      | 2:09    |  |
| 2.             | "Coisas do Coração"                     | Raul Seixas - Cláudio Roberto - Kika Seixas                                    | 3:02    |  |
| 3.             | "Coração Noturno"                       | Raul Seixas - Kika Seixas - Raul Varella Seixas                                | 4:25    |  |
| 4.             | "Não Fosse o Cabral"                    | Little Richard - Edwin Bocage - Al Collins - James Smith - Versão: Raul Seixas | 1:50    |  |
| 5.             | "Quero Mais"                            | Raul Seixas - Cláudio Roberto - Kika Seixas                                    | 3:06    |  |
| 6.             | "Lua Cheia"                             | Raul Seixas                                                                    | 3:25    |  |
| 7.             | "Carimbador Maluco"                     | Raul Seixas                                                                    | 2:20    |  |
| Duração total: | Duração total:                          | Duração total:                                                                 | 20:17   |  |

| Lado B         |                               |                                             |         |  |
| N.º            | Título                        | Compositor(es)                              | Duração |  |
| 1.             | "Segredo da Luz"              | Raul Seixas - Kika Seixas                   | 3:34    |  |
| 2.             | "Aquela Coisa"                | Raul Seixas - Cláudio Roberto - Kika Seixas | 2:47    |  |
| 3.             | "Eu Sou Eu, Nicuri É o Diabo" | Raul Seixas                                 | 2:12    |  |
| 4.             | "Capim Guiné"                 | Raul Seixas - Wilson Aragão                 | 3:24    |  |
| 5.             | "Babilina"                    | Davis - Vincent - Versão: Raul Seixas       | 1:41    |  |
| 6.             | "So Glad You're Mine"         | Arthur Crudup                               | 4:50    |  |
| Duração total: | Duração total:                | Duração total:                              | 18:28   |  |

## Certificações
| País   | Provedor | Certificação | Vendas    |
| ------ | -------- | ------------ | --------- |
| Brasil | ABPD     | Ouro         | : 100 mil |

## Créditos
Créditos dados pelo Discogs, Folha de S.Paulo e O Globo.

### Músicos
- Vocais: Sylvinha Araújo, Maria Aparecida de Souza (Cidinha), Rita Kfouri, Carlinhos, Ralf, Luiz Bastos e Wanderléa (faixa 5)
- Piano: Miguel Cidras e Rick Ferreira
- Sintetizador Polysix: Armando Ferrante Júnior
- Guitarra elétrica: Rick Ferreira e Tony Osanah (faixa 13)
- Violão Ovation e pedal steel: Rick Ferreira
- Baixo: Paulo César Barros e Pedro Ivo Lunardi (faixa 13)
- Violino: Elias, Slon, Caetano Finelli, Audino Nunez e Jorge Gisbert
- Viola: Michel Verebes, George Kiszely, Loriano Rabarchi e Alwin E. Ochsner
- Violoncelo: Paulo Tacceti e Maria Brucoli
- Saxofone alto: Cacá
- Saxofone tenor: Pick
- Saxofone barítono: Baldo
- Trompete: Tenisson Rufino e Walmir Gil
- Trombone: François de Lima
- Bandoneón: Oldimar Cáceres
- Acordeão: Chiquinho do Acordeom
- Timbales: Teófilo Lima
- Conga e Agogô: Sérgio Porto
- Triângulo: Maurão
- Bateria: Teo Lima, Ivan Conti (Mamão) e Carlos Bala (Carlos Alberto Vieira Gomes) (faixa 13)

### Ficha Técnica
- Coordenação artística: Aluízio Falcão
- Direção de produção: Miguel Cidras
- Arranjos de base: Raul Seixas
- Arranjos e regência: Miguel Cidras
- Mixagem: José Luis Costa (Gatão) e Miguel Cidras
- Direção de arte e fotos: Ariel Severino